# 교황 스테파노 8세
교황 스테파노 8세(라틴어: Stephanus PP. VIII, 이탈리아어: Papa Stefano VIII)는 제127대 교황(재위: 939년 7월 14일 ~ 942년 10월)이다.

## 약력
스테파노 8세는 로마 출신으로, 교황으로 선출되기 전에는 산 마르티노 아이 몬티 성당의 사제급 추기경이었다. 교황으로 즉위한 후 스테파노 8세는 먼저 로마인들이 아직도 갈리아라고 부른 서프랑크 지역 상황에 대해 관심을 가졌다.
939년부터 940년 헤르베르트와 프랑크 공작 위그 르 그랑은 루이 4세에게 도전, 시범적으로 랭스를 점령하고 루이 4세를 위협했다. 위그 대공과 베르망두아 백작 헤르베르 2세가 반역을 일으키자 루이 4세 국왕은 즉시 이들을 진압하기 위해 나섰다. 그러자 위그 대공과 헤베르 2세는 독일 왕 오토 1세에게 지원을 요청했고, 이를 보다못한 스테파노 8세가 개입했다. 스테파노 8세는 교황 특사들을 파견하여 서프랑크 지역 귀족들에게 루이 4세를 국왕으로 인정할 것과, 그에게 반기를 드는 이들은 교황의 뜻을 거스른 것으로 판단하여 누구든지 파문하겠다고 경고했다. 교황 특사들은 당초 목표를 달성하지는 못했지만, 위그와 에베르 2세를 지지했던 많은 프랑크 주교들의 지지를 철회시킨 성과를 거두었다.
이를 통해 자신감을 얻은 스테파노 8세는 에베르 2세의 아들인 베르망두아의 위그에게 랭스의 대주교 자리를 제안하여 루이 4세에 반대하는 귀족들의 동맹을 무너뜨리려는 시도를 했다. 그는 지역 교회(대교구)를 사목하는 대주교의 권위와 책임, 친교의 상징인 팔리움과 함께 교황 특사를 또 다시 보내서, 서프랑크 귀족들에게 루이 4세에게 충성을 맹세할 것을 다시 한 번 촉구했다. 반(反)국왕 세력은 만약 자신들이 국왕에게 충성을 맹세한다는 자신들의 뜻을 예수 성탄 대축일 전까지 교황에게 알리지 않을 경우, 파문을 당하게 될 것이라는 통지를 받았다. 이에 반교황 세력 사이에 동요가 일어나 이전보다 더 많은 귀족들이 루이 4세의 편에 서겠다고 선언했으며, 942년 말에는 모든 귀족이 루이 4세에게 충성을 맹세하고 이를 교황에게 알렸다.
그러나 로마에서 스테파노 8세의 통치는 뜻대로 잘되지 않았다. 그의 전임자들과 마찬가지로 그 역시 투스쿨룸 백작 가문의 지배 아래 계속 놓여 있었기 때문이다. 비록 교황령의 명목상 통치자는 스테파노 8세였지만, 실권은 모두 스스로 로마 공작이라고 칭한 스폴레토의 알베리크 2세에게 있었다. 940년 이탈리아의 위그가 로마를 포위하면서 스테파노 8세는 알베리크 2세와 위그 사이에 싸움에 휘말렸다. 자신에 대한 암살 미수 사건이 일어나자, 알베리크 2세는 로마 내에 잠재적인 불만 세력 및 이탈 세력에 대한 집중적인 단속을 실시했다. 그리하여 주교들을 포함한 수많은 그의 정적들이 처형되거나 감옥에 보내졌다. 오파바의 마르티노는 알베리크 2세의 지지자들이 스테파노 8세를 붙잡하 고문해 불구로 만들었다고 주장했다. 만약 그의 주장이 사실이라면, 아마도 알베리크 2세에 대한 암살 시도가 일어난 시점과 스테파노 8세가 선종하기 바로 전 사이에 일어났던 것으로 보인다.
알베리크는 로마 시노드를 소집해서 프리미케리우스, 노타리우스, 베스타라리우스 등 로마 교회의 여러 관료들을 동원해서 자신이 로마 교회를 사실상 장악하고 있다는 사실을 암묵적으로 과시하였다. 스테파노 8세는 942년 10월 선종했으며, 교황 마리노 2세가 그의 뒤를 이었다.